# 2001년 한국시리즈
삼성 fn.com 2001 프로 야구 한국시리즈는 10월 20일부터 10월 28일까지 총 6차전을 벌여, 두산 베어스가 삼성 라이온즈를 4승 2패로 누르고 정상에 올랐다. 이 시리즈는 역대 세번째의 플레이오프 승리팀이 정규리그 1위팀을 꺾고 우승한 한국시리즈이자 1992년 한국시리즈 이후로 9년만의 역대 두번째 정규리그 3위팀 우승이다. 한국시리즈 MVP는 두산 베어스의 내야수 타이론 우즈가 차지했다.
한편, 삼성 라이온즈는 1993년 이후 8년 만에 한국시리즈에 진출했지만 쓸만한 좌완투수 부재를 극복하지 못한 채 또다시 우승에 실패했는데 좌완투수 중  최고참이었던 김태한이 김응용 감독에게 술 쳐먹고 항명한 것이 빌미가 되어 엔트리에서 제외된 데다 좌완투수 보강을 위해 신동주를 내주는 출혈을 감수하면서까지 해태에서 데려 온 강영식이 경험 부족이었던 터라 엔트리에서 제외된 것이 컸으며  그나마 삼성 좌완투수 중 정규시즌 선발로 2번 이상 등판한 선수는 전무했고 김태한은 2001년 시즌 뒤 6:2 현금 트레이드로 SK 와이번스에 이적했다.

## 정규 시즌
| 순위 | 구단 | 승 | 무 | 패 | 승률  | 승차 |
| ---- | ---- | -- | -- | -- | ----- | ---- |
| 1위  | 삼성 | 81 | 0  | 52 | 0.609 | 0.0  |
| 2위  | 현대 | 72 | 4  | 57 | 0.558 | 7.0  |
| 3위  | 두산 | 65 | 5  | 63 | 0.508 | 13.5 |
| 4위  | 한화 | 61 | 4  | 68 | 0.473 | 18.0 |
| 5위  | KIA  | 60 | 5  | 68 | 0.469 | 18.5 |
| 6위  | LG   | 58 | 8  | 67 | 0.464 | 19.0 |
| 7위  | SK   | 60 | 2  | 71 | 0.458 | 20.0 |
| 8위  | 롯데 | 59 | 4  | 70 | 0.457 | 20.0 |

## 포스트시즌 대진표
|  | 준플레이오프 | 준플레이오프 | 준플레이오프 |  |  | 플레이오프 | 플레이오프    | 플레이오프 |  |  | 한국시리즈 | 한국시리즈    | 한국시리즈 |
|  |              |              |              |  |  |            |               |            |  |  |            |               |            |
|  |              |              |              |  |  |            |               |            |  |  | 1          | 삼성 라이온즈 | 2          |
|  |              |              |              |  |  | 2          | 현대 유니콘스 | 1          |  |  | 3          | 두산 베어스   | 4          |
|  | 3            | 두산 베어스  | 2            |  |  | 3          | 두산 베어스   | 3          |  |  |            |               |            |
|  | 4            | 한화 이글스  | 0            |  |  |            |               |            |  |  |            |               |            |

### 준플레이오프
정규리그 3위 두산 베어스와 4위 한화 이글스가 준플레이오프를 벌여, 두산이 1차전 6 : 4, 2차전 14 : 5로 2전 전승으로 플레이오프에 진출하였다. 시리즈 MVP는 준플레이오프 2경기에서 8타수 4안타 3타점을 기록한 두산 베어스의 홍원기에게 돌아갔다.

### 플레이오프
플레이오프에서 두산은 정규리그 2위 현대 유니콘스를 맞아 1차전을 1 : 5로 패배하였으나 이후 2차전 5 : 3, 3차전 8 : 5, 4차전 6 : 1의 승리를 거둬 3승 1패의 성적으로 1995년 이후 6년 만에 한국시리즈에 진출하였다. 시리즈 MVP는 플레이오프 4경기에서 16타수 9안타 1홈런을 기록한 두산 베어스의 안경현에게 돌아갔다.

## 출전 선수 명단
| 팀            | 선수 명단 |
| 삼성 라이온즈 | - 감독 - 김응용 - 코치 - 유남호, 박흥식, 이선희, 조범현, 김종모, 류중일 (6명) - 투수 - 발비노 갈베스, 임창용, 전병호, 배영수, 박동희, 이용훈, 김현욱, 노장진, 김진웅, 정성훈 (10명) - 포수 - 진갑용, 김동수 (2명) - 내야수 - 이승엽, 박정환, 김재걸, 김승권, 김태균, 김한수, 정경배, 카를로스 바에르가, 김기태 (9명) - 외야수 - 박한이, 마해영, 김종훈, 강동우, 김인철, 매니 마르티네스 (6명) |
| 두산 베어스   | - 감독 - 김인식 - 코치 - 유지훤, 송재박, 김경문, 최일언, 양승호, 김평호 (6명) - 투수 - 조계현, 차명주, 박명환, 이경필, 빅터 콜, 진필중, 구자운, 최용호, 정진용, 이혜천 (10명) - 포수 - 이대현, 홍성흔, 이도형 (3명) - 내야수 - 안경현, 홍원기, 김동주, 타이론 우즈, 정원석, 김호, 송원국 (7명) - 외야수 - 전상렬, 정수근, 심재학, 최훈재, 강봉규, 장원진 (6명)                                |

## 한국시리즈 경기 결과

### 1차전
10월 20일 - 대구시민운동장 야구장
| 팀 | 1 | 2 | 3 | 4 | 5 | 6 | 7 | 8 | 9 | R | H  | E |
| 두산 베어스                                                                                            | 0 | 0 | 0 | 1 | 3 | 0 | 0 | 0 | 0 | 4 | 9  | - |
| 삼성 라이온즈                                                                                          | 2 | 1 | 0 | 0 | 1 | 0 | 0 | 3 | X | 7 | 11 | - |
| 승리 투수: 배영수 패전 투수: 이경필 세이브: 김진웅 홈런: 두산 – 우즈(4회 솔로) 삼성 – 이승엽(5회 솔로) |   |   |   |   |   |   |   |   |   |   |    |   |

한국시리즈 1차전은 사상 처음으로 외국인 투수의 맞대결로 펼쳐졌다. 두산은 빅터 콜을, 삼성은 발비노 갈베스를 내세웠다. 갈베스는 시즌 중에 도미니카로 돌아가 7번이나 입국 날짜를 어겼었기 때문에 그의 몸 상태에 따라 1차전은 물론이고 시리즈의 향방이 결정될 것이라는 예상이 많았다. 두산 선발 콜은 정규리그에서 삼성을 상대로 3패와 평균자책점 8.47이라는 불안한 성적을 거뒀는데 결국 이날도 무너지고 말았다.
삼성은 1회 말 매니 마르티네스의 2타점 적시타로 2-0으로 앞서나갔다. 두산은 계속된 1사 1, 2루에서 유격수 홍원기의 호수비로 더 이상의 실점을 막았지만 2회 말 김종훈의 희생 플라이로 1점을 보태 3-0이 되었다. 1회 초 1사 1, 2루 기회를 놓친 두산은 4회 초 타이론 우즈의 솔로 홈런으로 추격했다. 5회 초엔 정수근의 2타점 3루타 등을 묶어 대거 3득점해 4-3으로 경기를 뒤집었다. 그러나 삼성은 5회 말 이승엽의 중월 솔로 홈런으로 4-4 동점을 만들었다.
팽팽하던 승부가 삼성 쪽으로 기운 것은 8회 말이었다. 선두 타자 김한수가 좌익선상 2루타로 출루하였고 정경배가 보내기 번트에 성공해 1사 3루가 됐다. 하지만 진갑용이 삼진으로 물러나 득점 기회를 놓치는 것처럼 보였지만 김태균이 6회부터 구원 등판한 이경필에게 좌전 적시타를 쳐 4-5로 재역전을 하였다. 두산은 다음 타자인 박한이를 상대하기 위해 차명주를 올렸지만 중전 안타를 맞았고 계속된 2사 1, 2루에서 김종훈이 2타점 2루타를 날려 승부에 쐐기를 박았다.
6회에 등판해 3이닝동안 1피안타 무실점으로 막은 배영수가 승리투수가 되었고 9회에 1이닝을 마무리한 김진웅이 세이브를 올렸으며 두산 이경필이 패전투수가 되었다. 삼성이 한국시리즈에서 승리한 것은 1993년 4차전 이후 8년 만이며 한국시리즈 1차전에 승리한 것은 처음이었다. 하지만 삼성은 1, 4, 7차전을 책임질 것으로 예상했던 갈베스가 4이닝 3실점으로 무너져 불안감을 감추지 못했다.

### 2차전
10월 22일 - 대구시민운동장 야구장
| 팀 | 1 | 2 | 3 | 4 | 5 | 6 | 7 | 8 | 9 | R | H  | E |
| 두산 베어스                                                                                                | 0 | 2 | 0 | 0 | 2 | 0 | 2 | 3 | 0 | 9 | 12 | - |
| 삼성 라이온즈                                                                                              | 0 | 0 | 0 | 1 | 0 | 3 | 0 | 0 | 1 | 5 | 8  | - |
| 승리 투수: 이혜천 패전 투수: 김현욱 홈런: 두산 – 장원진(8회 3점) 삼성 – 이승엽(6회 솔로), 김동수(9회 솔로) |   |   |   |   |   |   |   |   |   |   |    |   |

2차전이 열릴 예정이던 10월 21일 대구에 많은 가을비가 내려 경기가 하루 미뤄졌다.
두산의 구자운과 삼성의 임창용이 맞대결을 펼쳤다. 구자운은 정규리그에서 6승에 그쳤지만 삼성을 상대로 2승을 거뒀고 플레이오프 2경기에 평균자책점 0.71을 기록하여 절정의 구위를 가지고 있었다. 시즌 14승을 올린 임창용은 정규리그 두산전에 3경기 등판해 2승 1세이브에 평균자책점 0.55를 기록했다. 또한 모두 대구에서 거둔 성적이라 자신감이 있었지만 몸 상태가 다소 떨어진 것이 불안 요소였다.
먼저 기세를 올린 쪽은 두산이었다. 2회 초 선두 타자 김동주가 좌전 안타를 쳤고 안경현과 전상열이 연속 2루타를 쳐 2-0으로 앞서 나갔다. 삼성은 4회 말 이승엽과 매니 마르티네스의 2루타로 1점을 따라갔지만 두산은 5회 초 장원진과 타이론 우즈의 내야 안타로 만든 2사 2, 3루에서 김동주가 구원 투수 배영수에게 2타점 2루타를 쳐 4-1로 달아났다. 삼성은 6회 말 선두 타자 이승엽이 우월 솔로 홈런을 터뜨려 추격했고 두산은 박명환을 올렸지만 마해영의 볼넷과 매니 마르티네스의 좌전 안타로 만든 2사 2, 3루에서 김동수가 좌전 안타를 터트려 승부를 원점으로 돌렸다.
승부를 가른 것은 타이론 우즈의 재치있는 도루였다. 7회 초 1사 후 장원진과 우즈의 연속 안타로 1, 3루 기회를 잡았는데 정규리그 12개의 도루를 성공한 우즈가 도루했고 뒤이은 심재학이 땅볼로 3루 주자를 불러들여 결승점을 뽑아 냈다. 우즈의 도루가 없었으면 병살타가 되었을 것이었다. 계속된 2사 3루에서 김동주가 적시타를 쳐 6-4로 승부를 결정지었다. 8회 초엔 장원진이 3점 홈런을 쳐 쐐기를 박았다.
두산 선발 구자운은 5이닝 동안 4피안타 2실점을 했고 7회 등판해 1이닝동안 피안타를 허용하지 않은 이혜천이 승리투수가 되었겼다. 삼성 선발 임창용은 4.2이닝을 던져 6피안타 4실점했고 6회에 등판한 김현욱이 패전투수가 되었다.

### 3차전
10월 24일 - 서울종합운동장 야구장
| 팀 | 1 | 2 | 3 | 4 | 5 | 6 | 7 | 8 | 9 | R  | H  | E |
| 삼성 라이온즈                                                                                          | 0 | 1 | 0 | 1 | 0 | 0 | 6 | 0 | 1 | 9  | 12 | - |
| 두산 베어스                                                                                            | 0 | 3 | 1 | 0 | 0 | 7 | 0 | 0 | X | 11 | 10 | - |
| 승리 투수: 이혜천 패전 투수: 배영수 세이브: 진필중 홈런: 삼성 – 마해영(4회 솔로) 두산 – 우즈(3회 솔로) |   |   |   |   |   |   |   |   |   |    |    |   |

- <당시 기준>

한국시리즈 역대 최장 경기 시간(4시간 36분)
한국시리즈 1경기 최다 투수 출전 신기록(14명)
최다 득점 신기록(20점)
최다 볼넷 신기록(16개)
- 두산, 1이닝 최다 득점 타이기록(7점)
- 두산 홍성흔, 한 경기 최다 출루 타이 기록(5번)

삼성은 배영수를, 두산은 박명환을 선발로 내세웠다. 1, 2차전 모두 구원 등판한 배영수는 정규리그에서 두산을 상대로 3승 1패, 평균자책점 3.05를 기록했다. 포스트시즌 내내 구원으로 나온 박명환은 삼성전 5경기 출장에 승리 없이 2패 2세이브, 평균자책점 6.08에 그쳤고 2차전에서도 1이닝 동안 2실점하는 부진을 보였다.
먼저 점수를 낸 팀은 삼성이었는데 2회 초 박명환의 폭투로 매니 마르티네스가 홈을 밟아 1-0으로 앞서갔다. 하지만 두산은 2회 말 심재학의 볼넷과 김동주의 안타로 무사 1, 2루를 만들었고 안경현의 안타로 1-1 동점이 되었고 이때 1루 주자 김동주가 3루로 달려 세이프 되었고 공이 중계되는 틈을 타 안경현은 2루에 안착했다. 무사 1, 2루가 2, 3루가 됐고 홍성흔의 적시타와 이도형의 희생 플라이로 3-1로 앞서나갔다. 3회 말엔 우즈가 솔로 홈런을 쳐 4-1이 되었다.
4회 초 삼성 마해영이 솔로 홈런을 쳐 4-2가 되었지만 두산은 6회 말 타자일순해서 11명의 타자가 7득점하여 11-2가 되었다. 하지만 삼성 또한 7회 초 2사 후 박정환의 2루타를 시작으로 8명의 타자가 7안타, 볼넷 1개를 묶어 6점을 만회했다. 두산은 2사 1, 2루에서 진필중을 올려 김동수를 범타로 처리해 막았다. 9회 초에는 정경배에게 1타점 적시타를 허용해 11-9로 쫓겼지만 2사 1, 3루 위기를 넘기며 승리를 지켜냈다.
5회 등판해 2이닝을 무실점으로 막은 이혜천이 승리 투수가 올렸고 진필중은 세이브를 챙겼다. 배영수는 2.1이닝 동안 4피안타 4실점하며 패전 투수가 됐다.

### 4차전
10월 25일 - 서울종합운동장 야구장
| 팀                                                                                                 | 1 | 2 | 3  | 4 | 5 | 6 | 7 | 8 | 9 | R  | H  | E |
| 삼성 라이온즈                                                                                      | 0 | 8 | 0  | 0 | 0 | 0 | 2 | 0 | 1 | 11 | 15 | - |
| 두산 베어스                                                                                        | 2 | 1 | 12 | 2 | 1 | 0 | 0 | 0 | X | 18 | 19 | - |
| 승리 투수: 차명주 패전 투수: 김진웅 홈런: 두산 – 우즈(1회 2점), 김동주(3회 만루), 안경현(3회 솔로) |   |   |    |   |   |   |   |   |   |    |    |   |

- 두산, 한국시리즈 최다 점수차 역전승 - 6점차

한국시리즈 팀 최다 득점 ·  타점 - 18점 ·  16타점
한국시리즈 최초 선발 타자 전원 득점
한국시리즈 3번째 선발 타자 전원 안타
한국시리즈 1이닝 최다 타석 ·  득점 - 3회 15타석 ·  3회 12점
- 양팀 최다 안타 ·  타점 ·  득점 - 34안타 ·  25타점 ·  29득점
- 두산 김동주, 한국시리즈 2호 만루 홈런 - 3회
- 두산 김동주-안경현, 한국시리즈 3호 백투백 홈런 - 3회

4차전에서 양 팀은 1차전 선발인 두산 빅터 콜과 삼성 발비노 갈베스를 다시 내세웠는데 난타전이 벌어졌다.
두산은 1회 말 1사 1루에서 우즈가 한국시리즈 개인 통산 최다인 6호 홈런을 쳐 2점을 먼저 얻었다. 하지만 삼성은 2회 초 두산 마운드를 초토화했다. 7안타와 4사구 3개를 묶어 대거 8점을 올려 8-2가 되었다. 그러나 2회 말 1점을 추격한 두산은 3회 말 장단 7안타를 몰아쳐 12점을 올렸는데 무사 만루에서 안경현의 밀어내기 볼넷, 홍성흔의 좌중간 안타, 전상열의 우전 안타, 정수근의 좌전 안타, 장원진의 좌전 안타 등으로 7득점해 10-8로 경기를 뒤집었다. 계속된 1사 만루에선 김동주가 박동희에게서 담장을 넘기는 홈런을 친데 이어 안경현이 백투백 홈런을 터뜨렸다. 한국시리즈에서 만루 홈런이 나온 것은 19년 전인 1982년 한국시리즈 6차전으로 공교롭게도 같은 팀 선배인 김유동이 삼성 이선희를 상대로 기록했다.
두산은 4, 5회 말에도 각각 2점과 1점을 더 보탰고 삼성은 경기 후반 3점을 만회하는 데 그쳤다. 5회 초 1사 만루에서 박한이와 김종훈이 추가점을 내지 못한 것이 아쉬웠다. 두산 콜은 1.2이닝 동안 4피안타 6실점했지만 타선의 지원으로 패전을 면했고 세 번째 투수로 나와 3.1이닝을 무실점으로 막은 차명주는 한국시리즈 첫 승을 올렸다. 삼성 발비노 갈베스는 2이닝을 던지며 6피안타 7실점했고 3회에 등판해 0.1이닝 4실점한 김진웅이 패전 투수가 됐다.

### 5차전
10월 27일 - 서울종합운동장 야구장
| 팀                                                                | 1 | 2 | 3 | 4 | 5 | 6 | 7 | 8 | 9 | R  | H  | E |
| 두산 베어스                                                       | 0 | 0 | 1 | 0 | 1 | 1 | 0 | 1 | 0 | 4  | 12 | - |
| 삼성 라이온즈                                                     | 0 | 0 | 4 | 0 | 1 | 1 | 1 | 7 | X | 14 | 16 | - |
| 승리 투수: 임창용 패전 투수: 구자운 홈런: 삼성 – 이승엽(5회 솔로) |   |   |   |   |   |   |   |   |   |    |    |   |

- 삼성, 한국시리즈 2번째 선발 타자 전원 득점

한국시리즈 4번째 선발 타자 전원 안타
한국시리즈 잠실 야구장 10연패 탈출
5차전에서 양 팀은 2차전 선발 투수들인 삼성 임창용과 두산 구자운을 다시 내세웠다.
두산은 3회 초 1사 2, 3루에서 우즈의 희생 플라이로 먼저 1점을 얻었다. 그러나 삼성은 3회 말 1사 1, 2루에서 마해영의 적시타로 1-1 동점을 만들었다. 이어 매니 마르티네스의 안타로 맞은 만루에서 김한수가 2타점 2루타를 쳐 경기를 뒤집었고 중계 플레이 실수를 틈타 1루 주자 마르티네스까지 홈을 밟아 4-1로 앞서나갔다.
두산은 5회 초 심재학이 적시타를 쳐 4-2로 쫓아갔지만 삼성은 5회 말 이승엽의 솔로 홈런으로 다시 달아났다. 6회 초 2사 후 최훈재, 김호에게 연속 2루타를 허용해 다시 1점을 내준 삼성은 6회 말 2사 3루에서 이승엽의 적시타에 이어 7회 말에도 1점을 더 보태 7-3으로 점수 차를 벌렸다. 두산은 8회 초 최훈재, 김호, 정수근의 3연속 안타로 1점을 만회했지만 삼성은 8회 말 타자일순하며 5안타와 볼넷 3개를 묶어 7득점하며 승부에 쐐기를 박았다.
삼성 임창용은 6이닝 7피안타 3실점(2자책점)하며 삼성의 시리즈 첫 선발승을 하였고 두산 구자운은 4이닝 6피안타 3볼넷 4실점으로 패전 투수가 되었다.

### 6차전
10월 28일 - 서울종합운동장 야구장
| 팀                                                             | 1 | 2 | 3 | 4 | 5 | 6 | 7 | 8 | 9 | R | H  | E |
| 삼성 라이온즈                                                  | 2 | 0 | 0 | 0 | 0 | 0 | 3 | 0 | 0 | 5 | 11 | - |
| 두산 베어스                                                    | 0 | 0 | 1 | 0 | 2 | 0 | 2 | 1 | X | 6 | 10 | - |
| 승리 투수: 진필중 패전 투수: 임창용 홈런: 두산 – 우즈(5회 2점) |   |   |   |   |   |   |   |   |   |   |    |   |

- 두산 타이론 우즈, 한국시리즈 최다 홈런(4개)

삼성은 1회 초부터 김종훈, 마해영, 매니 마르티네스의 안타로 맞은 2사 만루에서 박명환의 폭투로 1점을 내었다. 이어 김한수가 내야 안타를 쳐 점수는 2-0이 되었다. 그런데 삼성 외야의 실책 하나가 흐름을 두산으로 흐르게 했다. 두산은 3회 말 1사 후 1루에서 장원진이 안타를 쳤다. 1루 주자 정수근이 3루까지 가는 데 어려움이 없는 타구였다. 그런데 삼성 우익수 박한이가 서두르다가 타구를 뒤로 빠뜨려 정수근은 홈을 밟아 1-2로 따라붙었다.
두산은 5회 말 무사 1루에서 타이론 우즈가 김진웅에게 서울 잠실 야구장 최상단을 때리는 홈런을 쳐 3-2로 경기를 뒤집었다. 삼성도 7회 초 강동우가 좌중간을 가르는 2루타를 쳤고 카를로스 바에르가가 사구(死球)를 얻어 무사 1, 2루의 기회를 잡았다. 이어 박한이의 희생 번트로 1사 2, 3루가 됐고 김종훈의 2타점 적시타에 이어 이승엽이 이혜천으로부터 1타점 적시타를 쳐 3득점했다. 3-5로 뒤진 두산은 7회 말 심재학의 볼넷과 김동주의 2루타로 무사 2, 3루의 동점 기회를 잡았다. 이에 삼성은 임창용을 올렸지만 홍성흔의 내야 땅볼로 1점을 내준 데 이어 폭투를 하여 5-5 동점이 되었다.
승부를 가른 8회 말. 두산은 정수근과 장원진이 연속 안타를 쳐냈고 우즈의 땅볼로 1사 2, 3루가 되었고 심재학의 짧은 플라이에 정수근이 홈을 밟아 6-5로 역전했다. 삼성은 9회 초 두산 진필중에게 선두 타자 김승권이 유격수 땅볼로, 1번 타자 박한이는 3루 땅볼로 물러났다. 김종훈이 3루수 김동주의 악송구로 1루에 살아나갔고 이승엽의 안타로 2사 1, 2루가 되었지만 마해영이 삼진을 당해 2001년 한국시리즈는 두산의 승리로 끝났다. 두산 진필중이 승리 투수가 되었고 삼성 임창용이 패전 투수가 되었다.

## 방송 중계

### TV
| 방송 채널 | 캐스터(한국시리즈 차전)       | 해설위원 | 비고   |
| --------- | ----------------------------- | -------- | ------ |
| KBS 1TV   | 표영준(1)                     | 하일성   | [ 11 ] |
| KBS 2TV   | 표영준(3·5)                   | 하일성   |        |
| SBS TV    | 불명(2), 임용수(4), 김정일(6) | 박노준   |        |

### 라디오
| 방송 채널     | 캐스터(한국시리즈 차전) | 해설위원             | 비고 |
| ------------- | ----------------------- | -------------------- | ---- |
| KBS 제2라디오 | 전우벽(2·6)             | 장건희(2), 이용철(6) |      |